# Ludwig von Schorn

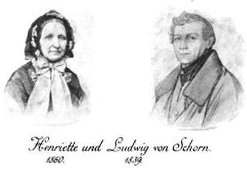
Das Ehepaar von Schorn

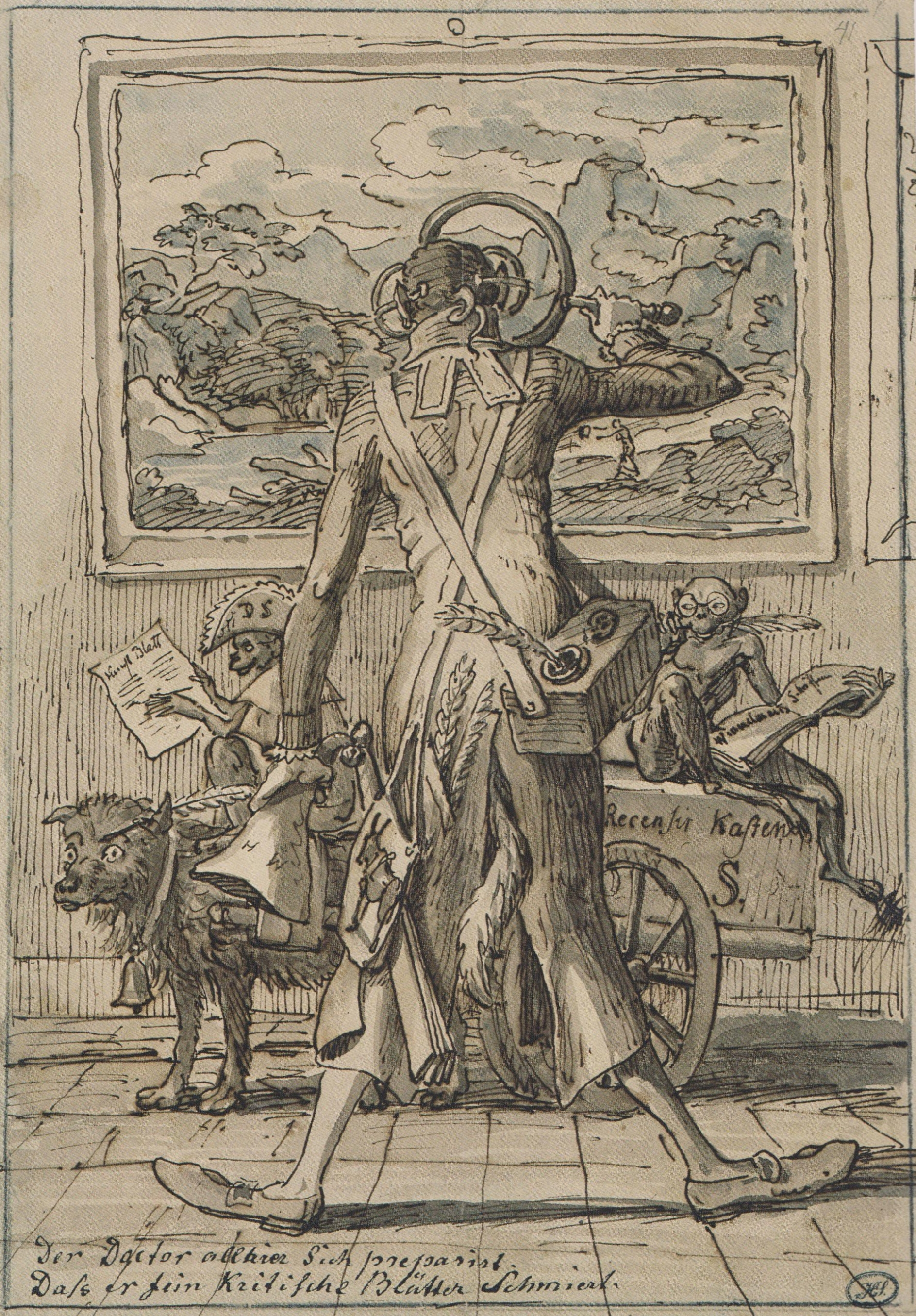
Ludwig Schorn karikiert von Johann Christian Reinhart (1833)

Ludwig Schorn, seit 1838 von Schorn (* 10. Juni 1793 in Castell; † 17. Februar 1842 in Weimar) war ein deutscher Kunsthistoriker und Hochschullehrer. Er war verheiratet mit der Dichterin Henriette von Schorn.

## Leben
Ludwig Schorn studierte an der Friedrich-Alexander-Universität Erlangen von 1811 bis 1814 Evangelische Theologie. Seit 1810 war er Mitglied des Corps Onoldia. Nach dem Studium zog er nach München. Durch den Kontakt zum Kreis um Friedrich Thiersch inspiriert, wandte er sich nun der Kunstgeschichte und Archäologie zu. Der Kunstsammler und Kunsthistoriker Sulpiz Boisserée wurde auf ihn aufmerksam, als er 1818 sein Erstwerk Über die Studien der griechischen Künstler veröffentlichte. Boisserée stellte 1819 den Kontakt zu dem Stuttgarter Großverleger Johann Friedrich Cotta her, der ihm 1820 die Redaktion des Kunstblatt, die Beilage zum Morgenblatt für gebildete Stände in Stuttgart anvertraute. Nach seinem Wechsel 1833 nach Weimar entwickelte sich das Periodikum zur führenden Kunstfachzeitschrift Deutschlands. Schorn gelang es, namhafte Kunstkenner und Archäologen für aktuelle Beiträge zu gewinnen, darunter Carl Friedrich von Rumohr, Karl Otfried Müller, Johann David Passavant, Johann Gottlob von Quandt, Franz Kugler, Gustav Friedrich Waagen und Karl Schnaase.
1826 erhielt Schorn eine Professur an der Akademie der bildenden Künste München und den Lehrstuhl für Mythologie und Kunstgeschichte an der Ludwig-Maximilians-Universität München. Die Königlich Niederländische Akademie der Wissenschaften (damals Koninklijk Instituut) nahm ihn 1826 als korrespondierendes Mitglied auf. 1830 wurde er außerordentliches Mitglied der Bayerischen Akademie der Wissenschaften. Anfeindungen aus dem Umkreis von Peter von Cornelius bewogen ihn 1833, dem Ruf des Großherzogs Karl Friedrich nach Weimar zu folgen, um dort als Direktor der Kunstanstalten die Nachfolge Meyers anzutreten. Mit Karl Friedrich Schinkel brachte er die Gedächtnisräume für die Weimarer Dichter im Weimarer Stadtschloss zur Geltung.
Durch die Verleihung des Ordens der Württembergischen Krone wurde er 1838 in den persönlichen Adelsstand erhoben. Im Jahr darauf erhielt Schorn die Würde eines Geheimrates und wurde Ritter des Hausordens vom Weißen Falken. Ebenfalls 1839 heiratete er Henriette Wilhelmine Auguste Freiin von Stein, ein Hoffräulein der Großherzogin. Anfang des Jahres 1841 wurde ihre gemeinsame Tochter geboren, die spätere Schriftstellerin Adelheid von Schorn.